# U-NII
La banda U-NII (Infraestructura Nacional de Información No Licenciada por sus siglas en inglés)  es parte del espectro utilizado por los equipos IEEE 802.11a y por muchos proveedores de servicio de internet inalámbrico. La cual opera sobre cuatro rangos de frecuencia:
- U-NII Banda baja (U-NII-1): 5.150-5.250 GHz.[3]
- U-NII Banda media (U-NII-2Un): 5.250-5.350 GHz.
- U-NII-2B: 5.350-5.470 GHz.
- U-NII Banda Mundial (U-NII-2C / U-NII-2e): 5.470-5.725 GHz.
- U-NII Banda alta(U-NII-3): 5.725 a 5.850 GHz.[4] A veces referido como U-NII / ISM debido a solución con la banda ISM.
- DSRC/SU (U-NII-4): 5.850 a 5.925 GHz.[5]

| Banda                                                   | Rango de Freq.   | Ancho de banda | Potencia Max | Max EIRP |
| ------------------------------------------------------- | ---------------- | -------------- | ------------ | -------- |
| U-NII Baja / U-NII-1 / U-NII Interior                   | 5.150@–5.250 GHz | 100 MHz        | 50 mW        | 200      |
| U-NII Media / U-NII-2Un                                 | 5.250@–5.350 GHz | 100 MHz        | 250 mW       | 1        |
| U-NII-2B                                                | 5.350@–5.470 GHz | 120 MHz        | .            | .        |
| U-NII Mundial / U-NII-2C / U-NII-2-Extendido / U-NII-2e | 5.470@–5.725 GHz | 255 MHz        | .            | .        |
| U-NII Superior / U-NII-3                                | 5.725-5.850 GHz  | 125 MHz        | 1            | 200      |
| DSRC/SU / U-NII-4                                       | 5.850@–5.925 GHz | 75 MHz         | .            | .        |

Los proveedores de servicio de internet inalámbrico en los EE. UU. usan 5.725-5.825 GHz.
La U-NII es un regulador de la FCC de los Estados Unidos para los dispositivos en 5 GHz El uso regulador de cada país difere. El estándar europeo HiperLAN opera en la banda de frecuencia del U-NII.

## 5 GHz (802.11un/h/j/n)
En 2007, la FCC empezó requerir que los dispositivos que operan en canales 52, 56, 60 y 64 tiene que tener capacidad Selección de Frecuencia Dinámica (DFS). Esto es para evitar comunicación en el mismo rango de frecuencia de algún radar. En 2014, la FCC emitió reglas nuevas para todos los dispositivos debido a interferencia con sistemas de radar meteorológico del gobierno.
| Banda    | Canal | Frecuencia (MHz) | Estados Unidos | Europa      | Japón       | Japón       | Singapur    | China       | Israel      | Corea       | Turquía     |             |
| Banda    | Canal | Frecuencia (MHz) | 40/20 MHz      | 40/20 MHz   | 40/20 MHz   | 10 MHz      | 20 MHz      | 20 MHz      | 20 MHz      | 20 MHz      | 20 MHz      |             |
| -------- | ----- | ---------------- | -------------- | ----------- | ----------- | ----------- | ----------- | ----------- | ----------- | ----------- | ----------- | ----------- |
|          | 183   | 4915             | No             | No          | No          | Sí          | No          | No          | No          | No          | No          |             |
| 184      | 4920  | No               | No             | Sí          | Sí          | No          | No          | No          | No          | No          |             |             |
| 185      | 4925  | No               | No             | No          | Sí          | No          | No          | No          | No          | No          |             |             |
| 187      | 4935  | No               | No             | No          | Sí          | No          | No          | No          | No          | No          |             |             |
| 188      | 4940  | No               | No             | Sí          | Sí          | No          | No          | No          | No          | No          |             |             |
| 189      | 4945  | No               | No             | No          | Sí          | No          | No          | No          | No          | No          |             |             |
| 192      | 4960  | No               | No             | Sí          | No          | No          | No          | No          | No          | No          |             |             |
| 196      | 4980  | No               | No             | Sí          | No          | No          | No          | No          | No          | No          |             |             |
| 7        | 5035  | No               | No             | No          | Sí          | No          | No          | No          | No          | No          |             |             |
| 8        | 5040  | No               | No             | No          | Sí          | No          | No          | No          | No          | No          |             |             |
| 9        | 5045  | No               | No             | No          | Sí          | No          | No          | No          | No          | No          |             |             |
| 11       | 5055  | No               | No             | No          | Sí          | No          | No          | No          | No          | No          |             |             |
| 12       | 5060  | No               | No             | No          | No          | No          | No          | No          | No          | No          |             |             |
| 16       | 5080  | No               | No             | No          | No          | No          | No          | No          | No          | No          |             |             |
| U-NII-1  | 34    | 5170             | No             | No          | No          | No          | No          | No          | Sí          | Sí          | Sí          |             |
| U-NII-1  | 36    | 5180             | Sí             | Sí          | Sí          | No          | Sí          | No          | Sí          | Sí          | Sí          |             |
| U-NII-1  | 38    | 5190             | No             | No          | No          | No          | No          | No          | Sí          | Sí          | Sí          |             |
| U-NII-1  | 40    | 5200             | Sí             | Sí          | Sí          | No          | Sí          | No          | Sí          | Sí          | Sí          |             |
| U-NII-1  | 42    | 5210             | No             | No          | No          | No          | No          | No          | Sí          | Sí          | Sí          |             |
| U-NII-1  | 44    | 5220             | Sí             | Sí          | Sí          | No          | Sí          | No          | Sí          | Sí          | Sí          |             |
| U-NII-1  | 46    | 5230             | No             | No          | No          | No          | No          | No          | Sí          | Sí          | Sí          |             |
| U-NII-1  | 48    | 5240             | Sí             | Sí          | Sí          | No          | No          | No          | Sí          | Sí          | Sí          |             |
| U-NII-2A | 52    | 5260             | Sí             | Sí          | Sí          | No          | No          | No          | Sí          | Sí          | Sí          |             |
| U-NII-2A | 56    | 5280             | Sí             | Sí          | Sí          | No          | No          | No          | Sí          | Sí          | Sí          |             |
| U-NII-2A | 60    | 5300             | Sí             | Sí          | Sí          | No          | No          | No          | Sí          | Sí          | Sí          |             |
| U-NII-2A | 64    | 5320             | Sí             | Sí          | Sí          | No          | No          | No          | Sí          | Sí          | Sí          |             |
| U-NII-2B | .     | 5350–5470        | No             | desconocido | desconocido | desconocido | desconocido | desconocido | desconocido | desconocido | desconocido |             |
| U-NII-2C | 100   | 5500             | Sí             | Sí          | Sí          | No          | No          | No          | No          | Sí          | No          |             |
| U-NII-2C | 104   | 5520             | Sí             | Sí          | Sí          | No          | No          | No          | No          | Sí          | No          |             |
| U-NII-2C | 108   | 5540             | Sí             | Sí          | Sí          | No          | No          | No          | No          | Sí          | No          |             |
| U-NII-2C | 112   | 5560             | Sí             | Sí          | Sí          | No          | No          | No          | No          | Sí          | No          |             |
| U-NII-2C | 116   | 5580             | Sí             | Sí          | Sí          | No          | No          | No          | No          | Sí          | No          |             |
| U-NII-2C | 120   | 5600             | No             | Sí          | Sí          | No          | No          | No          | No          | Sí          | No          |             |
| U-NII-2C | 124   | 5620             | No             | Sí          | Sí          | No          | No          | No          | No          | Sí          | No          |             |
| U-NII-2C | 128   | 5640             | No             | Sí          | Sí          | No          | No          | No          | No          | Sí          | No          |             |
| U-NII-2C | 132   | 5660             | Sí             | Sí          | Sí          | No          | No          | No          | No          | No          | No          |             |
| U-NII-2C | 136   | 5680             | Sí             | Sí          | Sí          | No          | No          | No          | No          | No          | No          |             |
| U-NII-2C | 140   | 5700             | Sí             | Sí          | Sí          | No          | No          | No          | No          | No          | No          |             |
| U-NII-3  | 149   | 5745             | Sí             | Sí          | No          | No          | Sí          | Sí          | No          | Sí          | Sí          |             |
| U-NII-3  | 153   | 5765             | Sí             | Sí          | No          | No          | Sí          | Sí          | No          | Sí          | Sí          |             |
| U-NII-3  | 157   | 5785             | Sí             | Sí          | No          | No          | Sí          | Sí          | No          | Sí          | Sí          |             |
| U-NII-3  | 161   | 5805             | Sí             | Sí          | No          | No          | Sí          | Sí          | No          | Sí          | Sí          |             |
| U-NII-3  | 165   | 5825             | Sí             | Sí          | No          | No          | Sí          | Sí          | No          | Sí          | Sí          |             |
| U-NII-4  | 169   | 5845             | No             | desconocido | desconocido | desconocido | desconocido | desconocido | desconocido | desconocido | desconocido |             |
| U-NII-4  | 173   | 5865             | No             | desconocido | desconocido | desconocido | desconocido | desconocido | desconocido | desconocido | desconocido |             |
| U-NII-4  | 177   | 5885             | No             | desconocido | desconocido | desconocido | desconocido | desconocido | desconocido | desconocido | desconocido |             |
| U-NII-4  | 181   | 5905             | No             | desconocido | desconocido | desconocido | desconocido | desconocido | desconocido | desconocido | desconocido |             |
| U-NII-4  | 185   | 5925             | Propuesta      | No          | desconocido | desconocido | desconocido | desconocido | desconocido | desconocido | desconocido | desconocido |